# سليم (السويداء)
قرية سورية من قرى جبل العرب تبعد عن مدينة السويداء 10كم متوضعة على طريق دمشق-السويداء تتميز بطبيعتها الجميلة وأشجار البلوط ووادي سليم المشهور.

كانت تسمى في العصر الروماني: " نيابولس"
وأخذت اسمها الحالي من مكانها على طريق القوافل التجارية بين بصرى -قنوات - دمشق - تدمر حيث من يصل إليها فقد سلم.

-تتميز بالغابة المكونة من أشجار البلوط والسنديان والبطم والموقع السياحي الجميل.

-الارتفاع عن سطح البحر : 950-1100 م.

-مساحة القرية 15000 دونم.

- عدد السكان: 4000 نسمة.

-الزراعة : أشجار الزيتون والكرمة هي المحصول الرئيسي بلإضافة ل اللوز، الفستق الحلبي، التين.. محاصيل الحبوب: الحمص، القمح، الشعير

.
-تم تخطيط بناء مدينة للشباب في القسم الشرقي من القرية على مساحة 900 دونم.